# Office lady

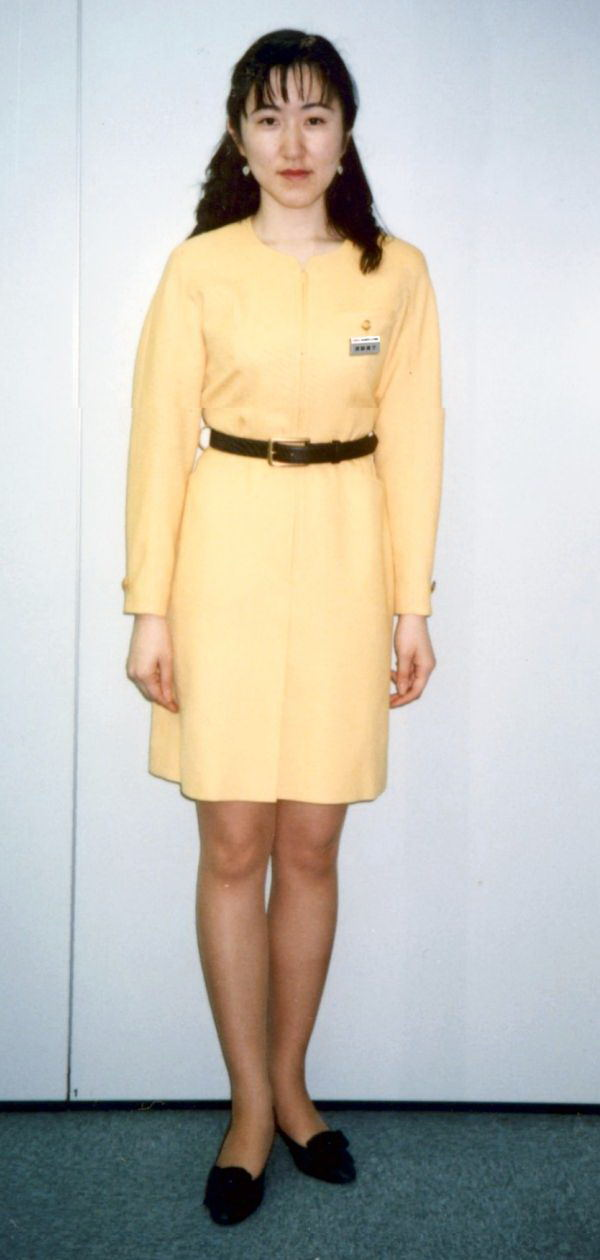
Una oficinista japonesa en uniforme de trabajo (década de los 2000)

En Japón, con el término office lady («señora de oficina», en japonés: オフィスレディー, romanizado: Ofisuredī), a menudo abreviado a OL (en japonés: オーエル, romanizado: Ōeru, pronunciado /o̞ːe̞ɾɯ̟ᵝ/), se hace referencia a una trabajadora que realiza tareas de oficina tradicionalmente atribuidas a las mujeres, como secretaría, recepción u otras tareas administrativas menores. Las office ladies son, por lo general, jóvenes solteras con un contrato fijo a jornada completa, si bien los trabajos que desarrollan suelen tener relativamente pocas posibilidades de promoción, y existe la expectativa tácita de que dejarán el trabajo una vez se casen.
Debido a la influencia de la cultura popular japonesa en la China continental, Taiwán y Hong Kong, el término también se utiliza allí, aunque con un significado ligeramente diferente.

## Historia
La expansión de las office ladies se remonta al período posterior a la Segunda Guerra Mundial, paralelamente al crecimiento del sector terciario. Al principio se conocían como «BG» (de Business Girls, «chicas de negocios»), pero más tarde se constató que los angloparlantes utilizaban un acrónimo similar, B-girls, para referirse a las mujeres que trabajaban en bares («bargirls»). La revista femenina Josei Jishin organizó un concurso para encontrar un nombre más apropiado y en 1963 se eligió el término office lady.
En la década de 1980, el trabajo más habitual para las mujeres japonesas era el de office lady. Representaban aproximadamente un tercio de la mano de obra femenina.
Según la antropóloga Miyako Inoue, la Ley de Igualdad de Oportunidades Laborales promulgada en 1986 estableció vías legales para que las empleadas pudieran reclamar en caso de sufrir discriminación en el puesto de trabajo o acoso sexual. Aunque la ley apenas contribuyó a cambiar las prácticas empresariales discriminatorias, el gobierno la promovió a nivel nacional.
El estereotipo de la office lady aparece con frecuencia en el manga y el anime josei, a menudo representado por chicas atractivas, inteligentes y melancólicas, que se aburren en su trabajo y que sufren problemas psicológicos y presiones por parte de sus familias.

## Discriminación por sexo
A finales del siglo XX, las office ladies solían ser vistas como pasivas y sumisas porque parecía no importarles la discriminación por sexo que padecían en el puesto de trabajo. A pesar de que muchas de ellas contaban con una buena formación, se las seguía tratando como trabajadoras poco cualificadas, y el hecho de que fueran ellas las encargadas de servirles el té a los jefes y a los empleados varones ilustraba los prejuicios y el sexismo imperantes en las grandes empresas japonesas. También el hecho de que, a menudo, se las denominara shokuba no hana («flores de oficina»).
Dado que existía la costumbre de que abandonaran la empresa después de casarse, los empresarios eran reacios a invertir dinero para formarlas. No obstante, muchas se conforman con su baja posición y salario porque la mayoría viven con sus padres y no tienen que preocuparse por los gastos diarios, por lo que pueden gastarse todo su sueldo en viajes y artículos de lujo.

## Empleo
La tasa de participación femenina en la población activa japonesa ha ido en aumento desde 1960. En 1995, casi el 40% de la población activa eran mujeres. Los patrones de edad de los hombres y mujeres ocupados difieren considerablemente. El 75% de las mujeres de veinte años tiene trabajo, y el porcentaje disminuye significativamente cuando se acercan a la treintena, edad en la que la mayoría se casan y comienzan a formar una familia (el porcentaje descendió hasta el 55% en las mujeres de treinta años). Además, existe una tendencia de las mujeres mayores de 34 años a volver al mundo laboral con un trabajo a tiempo parcial, lo que hace que la tasa de ocupación de las mujeres que superan la treintena aumente. Los hombres, en cambio, permanecen de manera ininterrumpida en el mercado laboral desde que consiguen un empleo en la veintena. Por tanto, la tasa de ocupación masculina sigue siendo alta (95%) a los 30, 40 y 50 años.
Cabe destacar que casi un tercio de todas las mujeres empleadas en 1995 tenían trabajos administrativos, siendo la mayoría de ellas office ladies. En cambio, esta proporción es mucho menor en el caso los hombres, pues sólo el 15% realiza tareas administrativas. Aunque muchas mujeres trabajan en oficinas, siguen teniendo muchas menos oportunidades de promoción que los hombres. Sólo el 1% de las empleadas son directivas o jefas, cifra que asciende a casi una séptima parte en el caso de los hombres.

## Estructura jerárquica y tensiones
En las empresas japonesas, la antigüedad es un factor fundamental, pues no sólo determina los salarios, sino también la posición dentro de la empresa. Los empleados con menor antigüedad deben mostrar respeto a los que tienen más antigüedad.
Para describir la relación entre los que entran en la empresa el mismo año o tienen la misma antigüedad se utiliza la palabra doki. Si dos empleados son doki, se supone que tienen la misma posición. Del mismo modo, los términos senpai (sénior) y kohai (júnior) se emplean con frecuencia para describir la jerarquía de las empresas japonesas.
Una empleada júnior debe utilizar términos corteses como desu y masu cuando habla con su senpai. La senpai, en cambio, puede dirigirse de manera más informal a su kohai. Los diferentes niveles de formación de las office ladies pueden provocar tensiones entre ellas: las office ladies que son graduadas universitarias pueden optar a puestos de mayor rango que las que sólo tienen el bachillerato, incluso aunque estas últimas tengan mayor antigüedad.
En ocasiones, una kohai puede tener un salario y un rango más alto que su senpai debido a su mayor nivel de estudios. Por ello, la kohai puede no querer mostrar deferencia con su senpai, mientras que ésta considerará injusto que a ella se le pague un sueldo más bajo. Estas disputas entre las propias office ladies dificultan que se unan para hacer frente común contra la discriminación por género.